# Lovefool (Twocolors)
Lovefool è un singolo del duo musicale tedesco Twocolors, pubblicato l'8 maggio 2020.

## Descrizione
Il brano riprende il ritornello della canzone omonima dei Cardigans del 1996.

## Tracce
Testi e musiche di Nina Persson e Peter Svensson.
Download digitale, streaming – 1ª versione
1. Lovefool – 3:10

Download digitale, streaming – Nicky Romero Remix
1. Lovefool (Nicky Romero Remix) – 3:31

Download digitale, streaming – Collection EP
1. Lovefool – 3:10
2. Lovefool (Nicky Romero Remix) – 3:31
3. Lovefool (Twocolors Remix) – 2:33
4. Lovefool (Lenno Remix) – 3:03
5. Lovefool (Acoustic Version) – 3:16

Download digitale, streaming – 2ª versione
1. Lovefool (feat. Pia Mia) – 3:10

Download digitale, streaming – Acoustic Version
1. Lovefool (feat. Pia Mia) (Acoustic Version) – 3:15

## Formazione
- Aaron Pfeiffer – voce
- Twocolors – produzione, mastering, missaggio

## Classifiche

### Classifiche settimanali
| Classifica (2020-23) | Posizione massima |
| -------------------- | ----------------- |
| Austria              | 10                |
| Belgio (Vallonia)    | 38                |
| Bielorussia          | 82                |
| Bulgaria             | 2                 |
| Croazia              | 16                |
| Estonia              | 23                |
| Finlandia            | 10                |
| Francia              | 52                |
| Germania             | 11                |
| Kazakistan           | 66                |
| Lituania             | 53                |
| Moldavia             | 48                |
| Polonia              | 1                 |
| Romania              | 73                |
| Russia               | 1                 |
| Slovacchia           | 47                |
| Slovenia             | 4                 |
| Svizzera             | 19                |
| Ucraina              | 1                 |
| Ungheria             | 23                |

### Classifiche di fine anno
| Classifica (2020) | Posizione |
| ----------------- | --------- |
| Austria           | 24        |
| Germania          | 28        |
| Polonia           | 20        |
| Russia            | 9         |
| Svizzera          | 48        |
| Ucraina           | 12        |
| Ungheria          | 87        |
| Classifica (2021) | Posizione |
| Croazia           | 62        |
| Germania          | 69        |
| Polonia           | 58        |
| Russia            | 58        |
| Ucraina           | 12        |
| Ungheria          | 56        |
| Classifica (2022) | Posizione |
| Russia            | 154       |
| Ucraina           | 51        |
| Classifica (2023) | Posizione |
| Bielorussia       | 169       |
| Kazakistan        | 176       |
| Moldavia          | 174       |
| Ucraina           | 151       |
| Classifica (2024) | Posizione |
| Bielorussia       | 200       |

### Classifiche di fine decennio
| Classifica (2020-29) | Posizione |
| -------------------- | --------- |
| Bielorussia          | 4         |
| Kazakistan           | 89        |
| Moldavia             | 36        |
| Russia               | 14        |
| Ucraina              | 1         |